# Eraclea Pontica
Eraclea Pontica (in greco antico: Ἡράκλεια Ποντική?, Herákleia Pontiké) era una città situata nella Bitinia occidentale.

## Storia e descrizione
Eraclea fu fondata all'imboccatura del fiume Lico nel 560-558 a.C. circa da coloni di Megara e della città di Tanagra, in Beozia, anche se Strabone sostiene che la città fosse stata fondata dai Milesi. I cittadini beoti, secondo quanto scrive Giustino, emigrarono in Tracia perché travagliati da una pestilenza e dalla guerra coi Focesi su consiglio dell'oracolo delfico. La città deve il suo nome ad Eracle perché si credeva che nella sua discesa nell'Ade il semidio fosse passato da una grotta del promontorio Acherusio, oggi Capo Baba, vicino al sito dell'insediamento. Eraclea era dotata di due ottimi porti, il più piccolo dei quali era stato costruito artificialmente.
I Megaresi sottrassero il territorio della città al popolo dei Mariandini, a cui promisero che non sarebbero mai stati venduti come schiavi in terre straniere; i coloni, inoltre, sottomisero altre città greche in modo da avere un controllo della costa pontica dal Sangario ad ovest a Partenio ad est. Con la fondazione della lega Delio-Attica gli Eracleoti furono costretti a versare un loro contributo economico alla neonata Lega; essi ricusarono la richiesta e gli Ateniesi inviarono Lamaco per costringerli a pagare nel 424 a.C. circa; in seguito allo sbarco, però, gli Ateniesi persero tutte le navi, attraccate alla rinfusa, a causa di una tempesta che le investì. Ciò rese impossibile agli invasori la possibilità di ritorno, preclusa, oltre che per mare, anche via terra. Ma gli Eracleoti, "giudicando che quella fosse occasione più onorevole di beneficio che di vendetta" lasciarono partire gli Ateniesi e li rifornirono.
In questo periodo, dopo una lotta tra aristocrazia e popolo, la città fu soggetta alla tirannide dell'esule Clearco di Eraclea (discepolo di Isocrate e Platone), che gli Eracleoti avevano fatto rientrare proprio per cercare di migliorare la loro politica interna nel 364 a.C. Egli siglò un'alleanza con Mitridate I, sbatté in prigione i membri aristocratici del Consiglio della città e liberò persino gli schiavi costringendoli a immischiarsi con i suoi concittadini. A nulla valse l'uccisione di Clearco da parte dei tirannicidi: Chione e Leonide (anche loro discepoli di Platone) che, riusciti nel proprio intento, velocizzarono solamente la presa del potere da parte del fratello del tiranno, Satiro (376 a.C. circa), che governò come reggente per i nipoti (Timoteo e Dioniso) fino al raggiungimento della loro maggiore età. Alla morte di Satiro, il potere andò nelle mani del maggiore degli eredi di Clearco, Timoteo, che governò come tiranno illuminato, guadagnandosi i titoli di euergetes (benefattore) e soter (salvatore); gli succedette il fratello minore Dioniso, sotto cui la città raggiunse il culmine del suo potere, pur minacciata diverse volte dall'avvento di Alessandro Magno e dei Macedoni a Oriente. Alla morte di Dioniso, venne nominata reggente la vedova Amastri, per i due figli minorenni Clearco II ed Oxatre; Amastri sposò il diadoco macedone Lisimaco, da cui divorziò per ragioni politiche volute dal marito, pur pacificamente. Divenuta ingombrante per i figli, Amastri fu fatta uccidere da questi ultimi. Lisimaco approfittò della situazione turbolenta e con uno stratagemma entrò ad Eraclea e fece giustiziare per matricidio Clearco II ed Oxatre; poi prese lui stesso il potere in città, con una sorta di democrazia basata su uomini di sua fiducia. Presto la seconda moglie di Lisimaco, Arsinoe, chiese Eraclea come dono: il marito la accontentò e la donna nominò governatore Eraclide di Cuma, al potere per un paio d'anni appena.
Nel 281 a.C. Lisimaco fu ucciso nella battaglia di Corupedio dal giavellotto di un eracleota, Malacone. La cittadinanza di Eraclea, galvanizzata dalla morte del diadoco alessandrino, decise di rovesciare il governo di Eraclide di Cuma, dapprima chiedendogli di andare via con promesse di doni; al rifiuto del governatore, gli Eracleoti lo incarcerarono e lo costrinsero in seguito a lasciare la città. 

.
Nel 428 a.C., mentre Mitilene era in rivolta, gli Ateniesi al comando di Lamaco persero dieci triremi nel porto di Eraclea in seguito ad una tempesta.
L'espansione del regno di Bitinia e di quello del Ponto e l'invasione dei Galati misero in crisi i commerci di Eraclea e ne ridussero il territorio. Nel 70 a.C., durante le guerre mitridatiche, venne distrutta da Marco Aurelio Cotta e Cesare la fece ricostruire, ma la città non ricoprì più il ruolo di una prima. Dopo la riforma tetrarchica delle province romane fu inclusa nella provincia di Honorias, nella diocesi del Ponto.
Oggi Eraclea si trova in Turchia ed è conosciuta con il nome di Karadeniz Ereğli.

## Ruolo economico e culturale
L'entroterra di Eraclea era molto fertile e la costa era ricca di pesce, cose che resero in breve tempo la città ricca. I commerci si espansero in tutto il Mar Nero a tal punto che vennero fondate da Eraclea stessa le subcolonie (colonie fondate da un'altra colonia) di Citoro, Callati e Chersoneso.
Nel IV secolo a.C. Clearco instaurò una dinastia di tiranni sotto cui vennero coniate monete d'argento ed eretti edifici in stile ellenistico.
Eraclea fu patria di Erodoro, del filosofo Eraclide Pontico e dello storico Memone, che le dedicò una vasta storia.